# ヘルクレス座b星
ヘルクレス座b星 (b Herculis) 、またはヘルクレス座99番星 (99 Herculis) は、ヘルクレス座の5等星。連星系の軌道面から大きく傾いた星周円盤が発見された。

## 概要
2012年のハーシェル宇宙天文台の撮像からの研究では、A星から平均半径120天文単位 (au) に星周円盤が見られた。円盤の質量は地球の10倍程度で、10cmほどの氷状のダストが大部分を占めると考えられている。この円盤は、連星系の軌道面に対して大きな傾斜角を持っていると見られる。
2018年に発表されたガイア計画のデータリリース2では、A星とB星の年周視差に10ミリ秒近くの差があった。このデータが正しければ、A星とB星の間には約10光年の距離があることとなるため、連星ではなく見かけの二重星となる。